# تریستان و ایزولده
تریستان و ایزولده (به آلمانی: Tristan und Isolde) اپرایی است در سه پرده اثر ریشارد واگنر که بر پایهٔ داستانی عاشقانه به وسیلهٔ گوتفرید فون اشتراسبورگ نوشته شده‌است.
منظومهٔ درباریِ تریستان و ایزولده، که اصلِ آن در سال‌های ۱۲۰۰–۱۲۱۵ میلادی و با عنوان تریستان توسط گوتفرید فون اشتراسبورگ تألیف شده، از آثار مهم ادبیات داستانی آلمانی میانه است.

## داستان

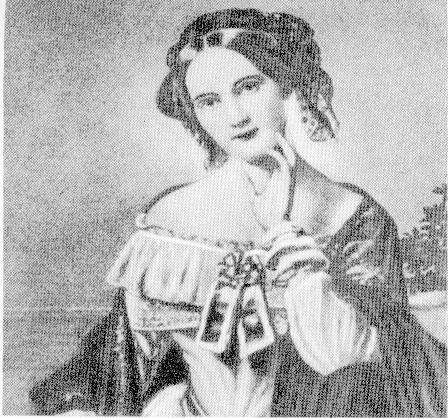
ایزولده

تریستان به نیابت از طرف عموی خود، مارک، پادشاه کورنوال، برای خواستگاری از ایزولده، شاه‌زاده خانم ایرلندی، به آن کشور می‌رود، و پس از آن‌که خطر اژدهایی را از این سرزمین دفع می‌کند، به مقصود نایل می‌گردد؛ ولی، او و ایزولده اشتباهاً از یک شربت عشق می‌نوشند و در راه بازگشت به میهن دچار عشق آتشینی نسبت به یکدیگر می‌شوند. در دربار مارک با دسیسه‌ها و رنج‌ها و ناکامی‌های بسیار مواجه می‌شوند و سرانجام می‌میرند. از این مضمون، داستان‌های مختلفی با نام‌های کم‌وبیش مشابهی به چند زبان وجود دارد.